# Timrå (commune)
Pour l’article homonyme, voir Timrå.
La commune de Timrå est une commune suédoise du comté de Västernorrland. 17 854 personnes y vivent. Son chef-lieu se situe à Timrå.

## Localités principales
- Bergeforsen
- Söråker
- Stavreviken
- Timrå

## Transports
- Aéroport de Sundsvall-Härnösand

## Sport
Le club de hockey est le Timrå IK.
La commune est le lieu de naissance de l'ancien hockeyeur suédois Mats Näslund.